# Posłoda (Drochlin)
Posłoda – przysiółek wsi Drochlin, w Polsce, w województwie śląskim, w powiecie częstochowskim, w gminie Lelów.
Miejscowość położona jest przy drodze wojewódzkiej nr .
W latach 1975–1998 miejscowość administracyjnie należała do województwa częstochowskiego.